# Валерий Ромул
Вале́рий Ро́мул (лат. Valerius Romulus; ок. 293—294— 309) — сын римского узурпатора Максенция, консул 308 и 309 годов.

## Биография
Матерью Валерия Ромула была жена Максенция, дочь Галерия Валерия Максимилла. Имя Ромул он получил, очевидно, в честь своей бабки, матери Максенция Ромулы. У него был брат, неизвестный по имени, переживший Валерия Ромула и погибший, очевидно, в 312 году после победы Константина над Максенцием.
Точная дата его рождения неизвестна, предполагается, что он родился примерно в 293—294 годах, так как на надписях, датированных 305—306 годами, он называется лат. clarissimus puer (рус. знатнейший ребёнок) — то есть ему на тот момент ещё не исполнилось 14 лет, а к 309 году он стал называться лат. nobilissimus vir — рус. благороднейший муж.

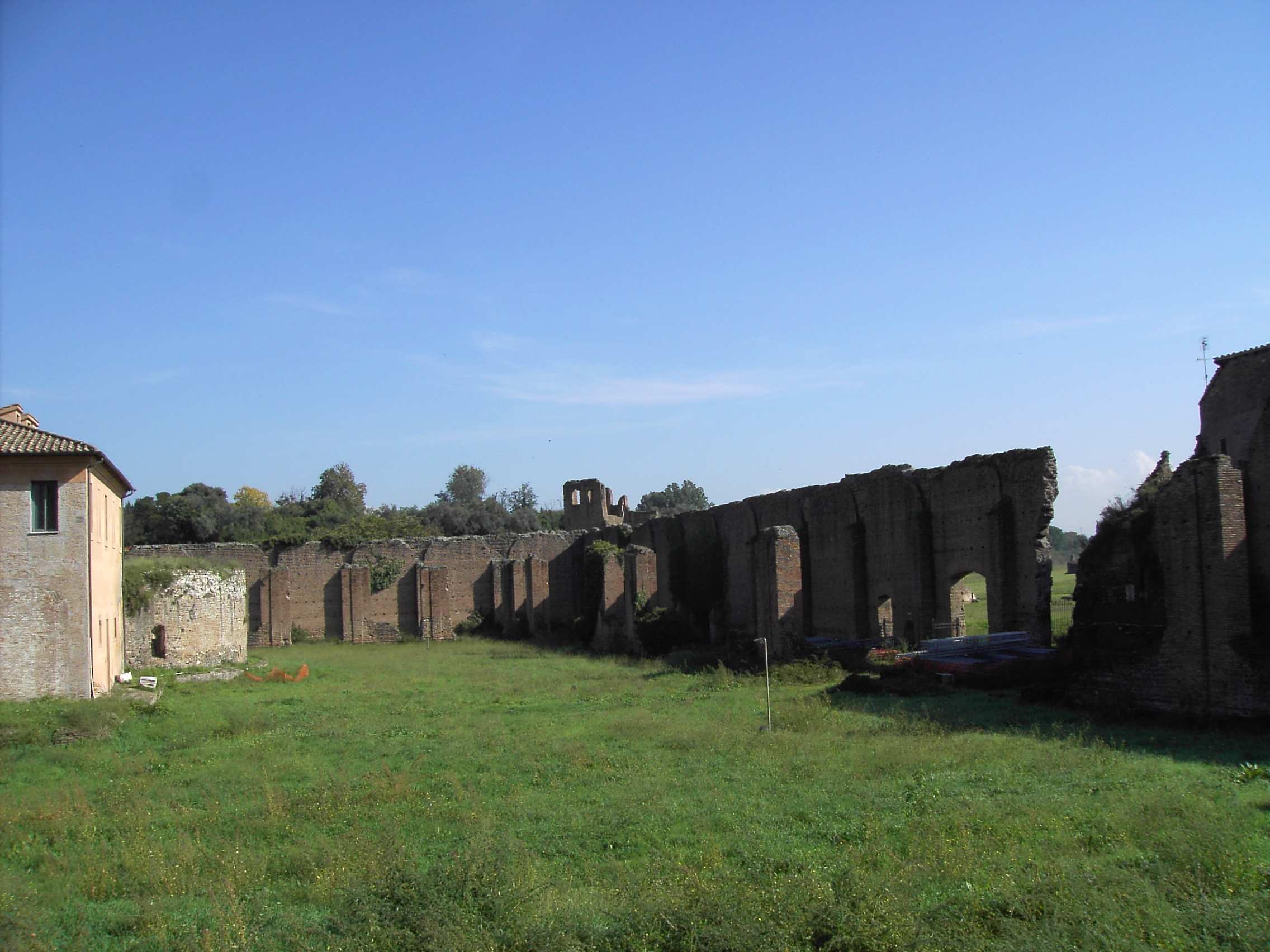
Развалины гробницы Валерия Ромула у Аппиевой дороги

В условиях кризиса и постоянной борьбы за власть Максенций в 308 году объявил в Риме консулами себя и своего сына Ромула. Они вступили в должность только с 20 апреля — очевидно, позднему вступлению в консульство способствовало то, что в апреле Максенций порвал отношения со своим отцом, Максимианом Геркулием. В следующем, 309 году, Максенций вновь объявил консулами себя и Валерия Ромула. В этом же году Ромул и умер (возможно, утонул в Тибре). На это указывает то, что в 310 году Максенций объявил себя консулом без коллеги и начал чеканить монеты с изображением сына, которого обожествил.
Валерий Ромул был похоронен в гробнице на Аппиевой дороге. Отец посвятил ему Храм божественного Ромула на Форуме.